# Vaandel

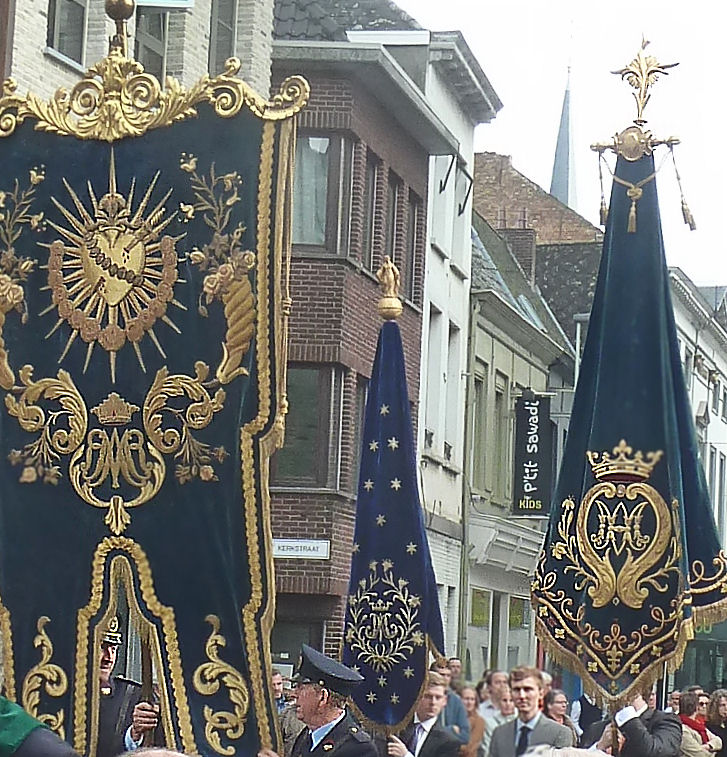
Processievaandels tijdens de Sint-Gummarusprocessie in Lier

Een vaandel of vendel is een onderscheidende vlag ter identificatie van een bepaalde groepering of een voer- of vaartuig. Militaire vaandels (ook wel: veldtekens) zijn bedoeld om een militaire eenheid te herkennen of de nationaliteit van een schip aan te duiden. Uit die eerste variant zijn waarschijnlijk de vaandels van  schutterijen en gilden ontstaan. Religieuze of kerkelijke vaandels zijn vooral bedoeld om meegedragen te worden in processies.

## Militaire vaandels

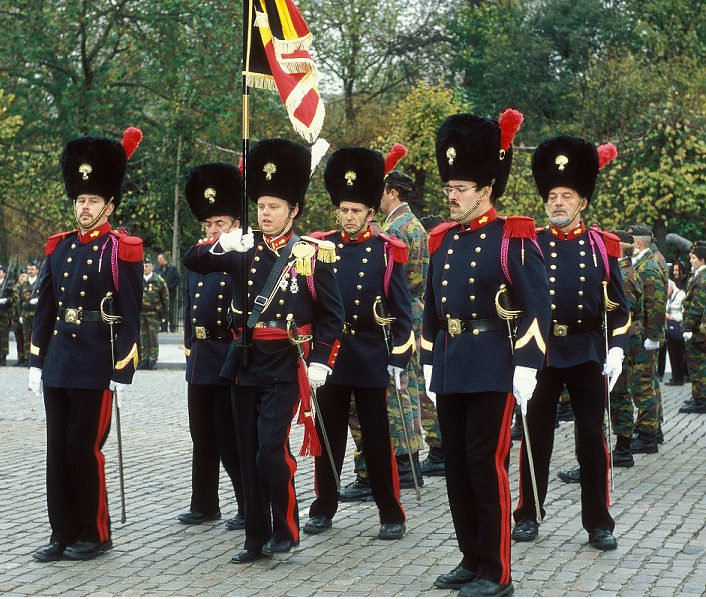
Belgische grenadiers met een vaandel

Een militair vaandel te land is een herkenningsvlag van een militaire eenheid. Bij de bereden wapens (de eenheden die voor 1940 te paard opereerden: cavalerie, artillerie en Koninklijke Marechaussee, Bereden Ere-Escorte Politie (KLPD) dan wel anderszins bereden waren: Regiment Wielrijders) wordt een vaandel een standaard genoemd, waarbij voor de artillerie geldt dat zij tot enkele jaren geleden de chabrak hadden. Dit betrof een vaandeldoek, dat over de schietbuis van een stuk werd gelegd en een vervanging was voor de van oudsher in de schietbuis ingeslagen initialen van de vorst(in). De chabrak is vervangen door een standaard.
In vroeger tijd stond het vaandel voor de directe aanwezigheid van de leidinggevende, vaak de vorst of heerser. Met het onoverzichtelijker worden van het slagveld stonden de vlaggen, vaandels en standaarden voor de aanwezigheid van de door de vorst aangewezen leidinggevenden (commandanten).
Tot op heden wordt in Nederland het vaandel/de standaard verleend (of erkend) door de heersend vorst. De aanwezigheid van het vaandel/de standaard staat symbool voor de aanwezigheid van het Koningshuis. Vaandels en standaarden zijn in Nederland gebonden aan vorm, uiterlijk en afmetingen, zoals vastgelegd aan het eind van de 19e eeuw.
Tegenwoordig heeft het vaandel vooral een ceremoniële betekenis. Elke militair (met uitzondering van dienstplichtigen, niet behorend tot de categorie officieren) legt zijn of haar eed/belofte af op het vaandel of de standaard van zijn of haar eenheid.
Vaandels worden tegenwoordig gevoerd door regiment en korpsen, of grotere verbanden zoals het Korps Mariniers, het eskader, de Koninklijke Luchtmacht en de Koninklijke Marechaussee.
België:
Een EMBLEEM is een algemene term die vlaggen, standaarden en vaandels omvat.
- Bij VLAGGEN van de Infanterie heeft men een weefsel van 90 bij 90 cm en een stok van 240 cm.
- Bij STANDAARDEN van de Cavalerie en de Artillerie heeft men een weefsel van 80 bij 80 cm en een stok van 215 cm (Cavalerie) of 225 cm (Artillerie).
- De VAANDELS van de scholen van de Genie en de wielrijders hebben een weefsel van 70 bij 70 cm en een stok van 185 cm.

## Kerkelijke vaandels

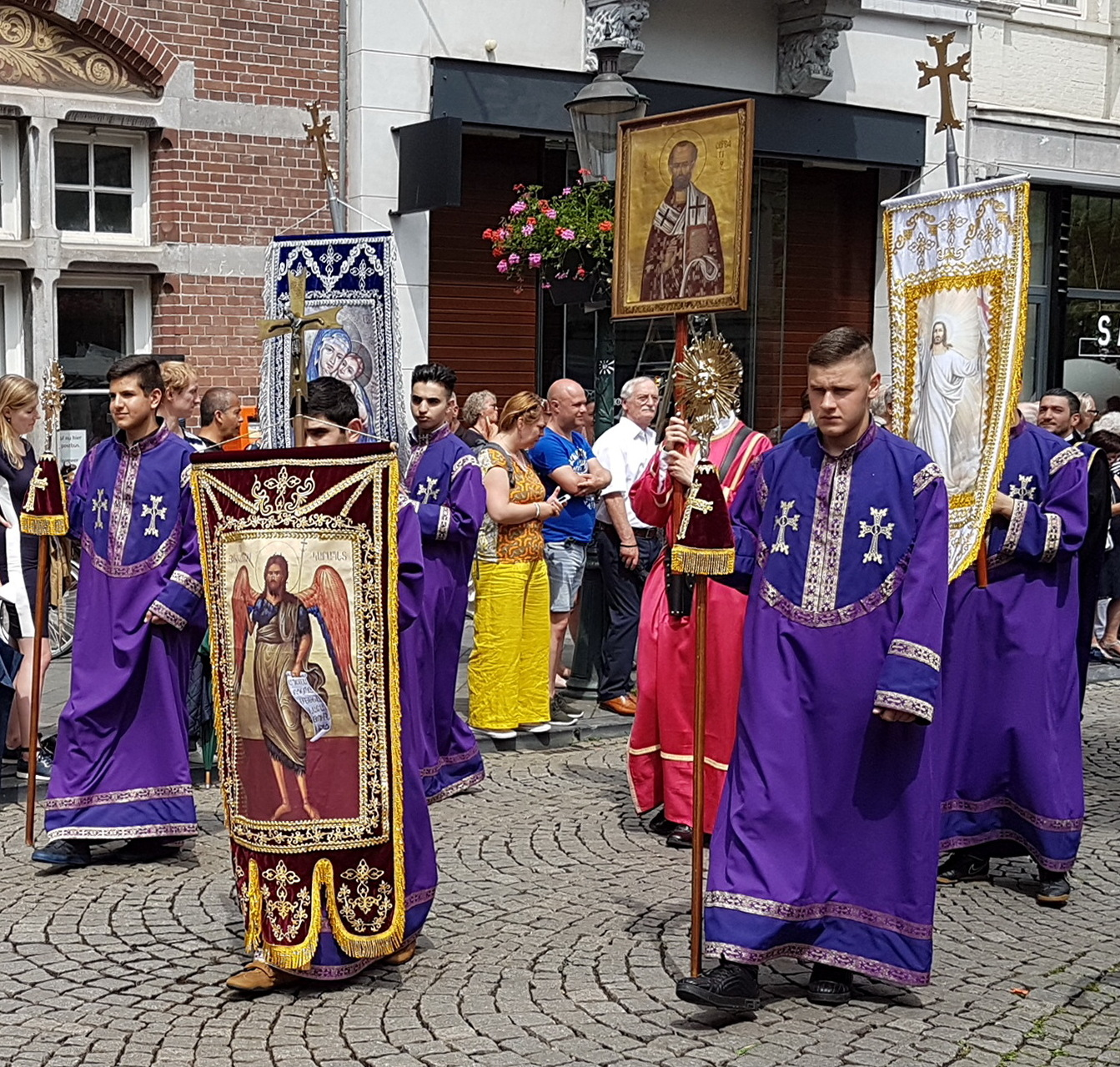
Armeens-Apostolische processievaandels in de Heiligdomsvaart van Maastricht

Bij rooms-katholieke en oosters-orthodoxe processies is het gebruikelijk dat allerlei kerkelijke groeperingen hun eigen vaandels meedragen. Met name bij de orthodoxen vertegenwoordigt een processievaandel niet altijd een bepaalde groepering, maar vestigt soms alleen maar de aandacht op een bepaalde devotie.
Broederschappen en gilden lieten hun patroonheilige meestal borduren op fluwelen vaandels, die werden meegedragen tijdens processies. Deze vaandels werden vervaardigd door goudborduurders, die bijvoorbeeld rondom het medaillon met de heilige gouden cartouches borduurden. De grootte van een vaandel weerspiegelt soms de rijkdom van een broederschap of gilde, hoewel het vaandel ook handelbaar moest zijn. Vaak werden ze geschonken door rijke parochianen en soms werden hun wapenschilden erop gezet. In België worden in veel kerken oude broederschapsvaandels en wimpels bewaard, die soms in de inventaris zijn opgenomen als beschermd erfgoed. 
Later namen folkloristische schutterijen, harmonieën, fanfares en zangkoren deze traditie over. Ook werkliedenbonden en studentencorpora lieten vaandels maken om die in optochten mee te dragen.
In sommige kringen is het traditie om een koning of koningin, soms ook de paus, bij een bezoek uit te nodigen over de gekoesterde en anders altijd letterlijk en figuurlijk 'hooggehouden' vaandels te lopen, als uiting van 'onderdanigheid'.